# Para-Afrikaspiele 2023
Die Para-Afrikaspiele 2023 (englisch African Para Games 2023) finden vom 3. bis zum 12. September 2023 in Accra, der Hauptstadt Ghanas, stattfinden. Es ist die erste Austragung von Behindertensportspielen dieser Art für den afrikanischen Kontinent.

## Geschichte
Im Jahr 2021 wählte und bestätigte die Generalversammlung des Afrikanischen Paralympischen Komitees (AfPC) in Rabat, Marokko, Ghana zum Gastgeber und Organisator der ersten Afrikanischen Paraspiele. Dieser Beschluss wurde aufgrund einer Entscheidung der AfPC-Generalversammlung von 2017 gefasst, eine eigenständige auf afrikanischem Boden stattfindende Paramultisportveranstaltung für Menschen mit Behinderungen in Afrika durchzuführen.
Am Freitag, dem 24. Februar 2023, hat der Minister für Jugend und Sport Ghanas das die Arbeit des Organisationskomitees für die Para-Afrikaspiele offiziell eröffnet. Es ist für die Organisation und die Durchführung der Spiele verantwortlich. Nach der Einweihung gab das LOC in Absprache mit dem Ministerium für Jugend und Sport Ghanas und anderen Interessengruppen den Zeitraum vom 3. bis 12. September 2023 als offiziellen Termin für die Austragung bekannt.
Jedoch sind die Spiele von starken wirtschaftlichen Probleme Ghanas überschattet, denn ursprünglich sollte rund ein Monat vor den Para-Afrikaspielen, die Afrikaspiele am selben Ort stattfinden, doch aufgrund wirtschaftlich schwieriger Umstände im Land, einer Inflation in Höhe von 54,1 Prozent im Dezember 2022 (die siebthöchste weltweit), Anstieg der Lebensmittelpreise um 59,7 Prozent und der Transportkosten um 71,4 Prozent, einhergehend mit einem starken Wertverlust der Währung und sinkendem Konsum- und Geschäftsklima, liefen die Planungen und Baumaßnahmen für die Spiele nicht wie vorgesehen. Die Öffentlichkeit zweifelte zunehmend an der Ausrichtung eines derart finanzintensiven Sportereignisses. Ghana konnte Kredite von internationalen Gebern nicht begleichen; Der Internationale Währungsfonds sicherte im Mai 2023 drei Milliarden US-Dollar zu: die erste Finanztrance in Höhe von 600 Millionen US-Dollar soll auch für die Fertigstellung und Durchführung der Spiele verwendet werden.
Am 19. Februar 2023 wurde entschieden, die Austragung der Afrikaspiele auf ein noch zu bestimmendes Datum zu verschieben. Letztendlich wurde der Zeitraum vom 8. bis 23. März 2024 für die Afrikaspiele ausgewählt. Dies hatte auch für Unsicherheit, ob der Austragung der Para-Afrikaspiele gesorgt.

## Sportarten
Geplante Sportarten (Stand Juni 2023):
- Blindenfußball
- Gewichtheben
- Goalball
- Leichtathletik
- Rollstuhlbasketball
- Rollstuhltennis
- Sitzvolleyball
- Taekwondo

Tatsächlich ausgetragene Sportarten:
- Amputiertenfußball
- Rollstuhlbasketball
- Rollstuhltennis

## Teilnehmer
36 Nationen haben ihre Teilnahme angekündigt, 150 Athleten aus 15 Nationen waren bis Juni 2023 bestätigt. Nigeria zog sich kurzfristig aufgrund finanzieller Probleme von der Teilnahme zurück.
Tatsächlich teilnehmende Nationen:
| - Ägypten - Algerien - Angola - Gambia - Ghana - Kenia - Demokratische Republik Kongo - Liberia - Mali | - Marokko - Nigeria - Ruanda - Sambia - Senegal - Südafrika - Tansania - Uganda - Zentralafrikanische Republik |

## Medaillengewinner
Männer
| Disziplin                | Gold                        | Silber                       | Bronze                          |
| ------------------------ | --------------------------- | ---------------------------- | ------------------------------- |
| Rollstuhlbasketball      | Marokko                     | Algerien                     | Senegal                         |
| Amputiertenfußball       | Ghana                       | Marokko                      | Ägypten                         |
| Rollstuhltennis – Einzel | Alwande Sikhosana           | Leon Els                     | Lhai Boukartacha                |
| Rollstuhltennis – Doppel | Leon Els, Alwande Sikhosana | Lhai Boukartacha, Said Himam | Emad Hassan Salah, Add Elrahman |

Frauen
| Disziplin                | Gold                        | Silber                      | Bronze                                 |
| ------------------------ | --------------------------- | --------------------------- | -------------------------------------- |
| Rollstuhlbasketball      | Algerien                    | Ägypten                     | Demokratische Republik Kongo           |
| Rollstuhltennis – Einzel | Najwa Awane                 | Samira Benichi              | Omisore Kafayat                        |
| Rollstuhltennis – Doppel | Najwa Awane, Samira Benichi | Phoebe Masika, Jane Nedenga | Kafayat Omisore, Foluke Habibat Smittu |

## Medaillenspiegel
Quelle:
| Platz | Land                         | Gold | Silber | Bronze | Gesamt |
| ----- | ---------------------------- | ---- | ------ | ------ | ------ |
| 1     | Marokko                      | 3    | 3      | 1      | 7      |
| 2     | Südafrika                    | 2    | 2      | 0      | 4      |
| 3     | Algerien                     | 1    | 1      | 0      | 2      |
| 4     | Ghana                        | 1    | 0      | 0      | 1      |
| 5     | Kenia                        | 0    | 1      | 0      | 1      |
| 6     | Ägypten                      | 0    | 0      | 2      | 2      |
| 6     | Nigeria                      | 0    | 0      | 2      | 2      |
| 8     | Demokratische Republik Kongo | 0    | 0      | 1      | 1      |
| 8     | Senegal                      | 0    | 0      | 1      | 1      |
| TOTAL | TOTAL                        | 7    | 7      | 7      | 21     |